# Teikowo
Teikowo (russisch Тейково, wissenschaftliche Transliteration Tejkovo) ist eine russische Stadt in der Oblast Iwanowo, Zentralrussland. Sie ist der Sitz der Verwaltung des Rajons Teikowo und hat 34.976 Einwohner (Stand 14. Oktober 2010).

## Geografische Lage
Die Stadt liegt in bewaldeter Umgebung im Oka-Becken am Fluss Wjasma, 35 Kilometer südwestlich der Gebietshauptstadt Iwanowo. Nächstgelegene Stadt ist Komsomolsk in knapp 30 Kilometern Entfernung.

## Geschichte
Archäologische Funde im Bereich des nahegelegenen Sachtysch-Sees belegen, dass die Gegend um Teikowo bereits im 6. bis 4. Jahrtausend v. Chr. besiedelt war. Im Bereich der heutigen Prophet-Elias-Kirche wurden Reste eines heidnischen Heiligtums des slawischen Donnergottes Perun aus dem 1. Jahrhundert v. Chr. entdeckt.
Die heutige Siedlung wird erstmals Ende des 17. Jahrhunderts im Zusammenhang mit den Bauernrevolten in der Zeit der Smuta erwähnt. Ihr Name ist womöglich finno-ugrischen Ursprungs und leitet sich demnach von teika (= „aus Holz errichtete Siedlung“) ab; andererseits wird auch der altslawische Name Agenteja als Grundwort angenommen.
Im 17. und 18. Jahrhundert entwickelte sich Teikowo zu einem aufstrebenden Kirchdorf mit Marktrecht (bis heute sind Donnerstag und Sonntag offizielle Markttage) und übertraf schließlich sogar seinen größten Konkurrenten Susdal, das Mitte des 18. Jahrhunderts bereits längst im Niedergang begriffen war. 1787 gründete Iwan Petrowitsch Karetnikow die erste Baumwollmanufaktur, die den Grundstock für eine im ganzen Russischen Reich bekannte Druck- und Textilindustrie schuf. Erst 1918 erhielt Teikowo Stadtrechte und wurde gleichzeitig in den Rang einer Kreisstadt erhoben. 1929 wurde sie aus dem Gouvernement Wladimir ausgegliedert und der neu gegründeten Oblast Iwanowo zugeschlagen.

### Bevölkerungsentwicklung
| Jahr | Einwohner |
| ---- | --------- |
| 1939 | 30.294    |
| 1959 | 28.298    |
| 1970 | 41.607    |
| 1979 | 34.677    |
| 1989 | 38.126    |
| 2002 | 36.686    |
| 2010 | 34.976    |

Anmerkung: Volkszählungsdaten

## Wirtschaft und Verkehr
Bis heute sind Textil- bzw. Bekleidungsindustrie die vorherrschenden Wirtschaftszweige; daneben gibt es Betriebe für Maschinenbau und Lebensmittelproduktion (Großbäckerei). Teikowo liegt an der Eisenbahntrasse Alexandrow–Iwanowo.

## Kultur und Erholung
Die Stadt verfügt über zwei Kulturpaläste, vier öffentliche Bibliotheken, zwei Sportanlagen, ein Schwimmbad sowie zahlreiche Grünanlagen.

## Sehenswürdigkeiten
Teikowo liegt im Bereich des so genannten Goldenen Rings. Neben einer Reihe historischer Kaufmanns- und Fabrikantenhäuser im Stadtzentrum – darunter das ehemalige Karetnikow-Haus (Усадьба Каретниковых, Ende 18. Jahrhundert) – sind die Prophet-Elias-Kirche (Ильинская церковь, Ende 17. Jahrhundert) sowie die benachbarte Kirche des Hl. Nikolaus des Wundertäters (Никольская церковь), die im letzten Drittel des 18. Jahrhunderts erbaut und 1833, 1862 bis 1864 sowie 1892 bis 1895 restauriert und erweitert wurde, von Bedeutung. Beide Kirchen waren ursprünglich in das Ensemble des vorgelagerten städtischen Hauptplatzes eingebunden; dieser Zusammenhang wurde allerdings in den 1950er Jahren durch den Bau eines Wohnblocks (anstelle der abgebrochenen Dreifaltigkeits-Kirche) am Platzrand empfindlich gestört.